# Championnat d'Europe de dressage 1963
Navigation
Édition suivante
Le championnat d'Europe de dressage 1963, première édition des championnats d'Europe de dressage, a eu lieu en 1963 à Copenhague, au Danemark. Il est remporté par le Suisse Henri Chammartin.